# 慈孝堂
慈孝堂是位于中国浙江省永康市方岩镇下象瑚里村的一处清代民居，坐西朝东，平面布局为两进两天井，两侧设厢房，前厅为单层，其余为两层，面积847平方米。慈孝堂与同在一村的占鳌公祠、仁寿堂和燕贻堂为同一家族所有的一组建筑，列入浙江省文物保护单位。